# Jeníkov, Teplice
Jeníkov là một làng thuộc huyện Teplice, vùng Ústecký, Cộng hòa Séc.